# Åsa Åkerberg
Åsa Kristina Åkerberg, född 9 april 1961, är en svensk cellist.
Åkerberg är uppväxt i Stockholm och studerade för Frans Helmerson vid Edsbergs Musikinstitut och i Berlin. Hon var solocellist vid Kungliga Operan 1983–1989, i Västerås Sinfonietta från 1995 och i Kammarensemblen och Stockholms barockorkester. Sedan 2006 är hon medlem av Ensemble recherche.
Åsa Åkerberg invaldes som ledamot av Kungliga Musikaliska Akademien den 12 maj 2014.